# Лекуио Берия
Лѐкуио Бѐрия (на италиански: Lequio Berria; на пиемонтски: Lech, Лек) е село и община в Северна Италия, провинция Кунео, регион Пиемонт. Разположено е на 715 m надморска височина. Населението на общината е 499 души (към 2010 г.).